# ماه نو

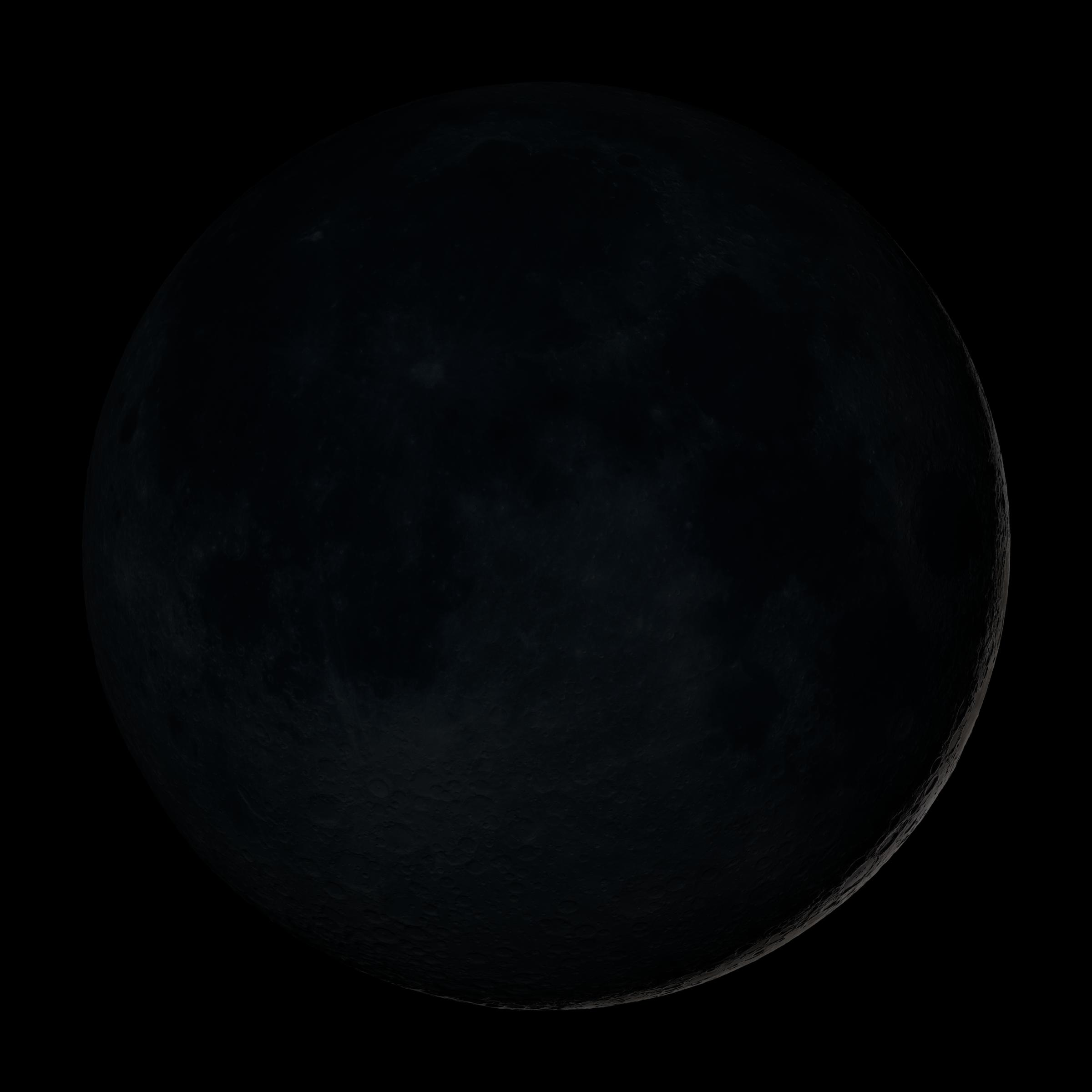
تصویری شبیه‌سازی‌شده از ماه نو که به‌طور سنتی چنین تعریف می‌شود: تربیع اول قابل مشاهده (پایین سمت راست)، که نشانگر شروع یک ماه جدید در بسیاری از تقویم‌های شمسی-قمری است. در ماه نو، بیشتر زمین‌تاب، سمت پیدای ماه را روشن می‌کند.

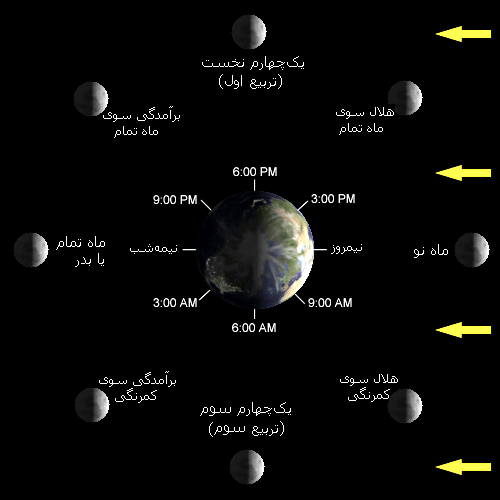
دورهٔ ماهی (قمری) به جایگاه ماه در مدارش به دور زمین و جایگاه زمین در مدارش به دور خورشید وابسته است. این نگاره از سوی شمال به زمین می‌نگرد. گردش زمین و مدار ماه هر دو به‌طور همزمان در اینجا نشان داده شده‌اند. نور خورشید از راست می‌آید آنچنانکه با پیکان‌های زرد رنگ نشان داده‌شده‌است. از این نگاره برای نمونه ما می‌توانیم ببینیم که ماه تمام همواره به هنگامهٔ غروب برخواهد خواست و هلال ماه کم شونده، در نزدیکی ساعت ۹:۰۰ به زمان محلی در بالا دیده می‌شود.

ماه نو یا ماهچه به‌طور معمول در هر گردش هلالی کره ماه به دور زمین رخ می‌دهد و یکی از گام‌های ماه است و آن زمانی است که ماه در مسیر خود از مقارنه با خورشید (محاق) گذشته و پس از اولین یا دومین شب، غروب هنگام به شکل هلال نورانی باریکی از جانب مغرب با ارتفاع کمی خود را نمایش می‌دهد.
ماه نو سرآغاز زمانبندی ماه قمری است.